# Zeuzera aburae
Zeuzera aburae är en fjärilsart som beskrevs av Carl Plötz 1880. Zeuzera aburae ingår i släktet Zeuzera och familjen träfjärilar. Inga underarter finns listade i Catalogue of Life.